# Mistrovství světa v alpském lyžování 2019 – obří slalom žen
Obří slalom žen na Mistrovství světa v alpském lyžování 2019 se konal ve čtvrtek 14. února 2019 jako čtvrtý a předposlední ženský závod světového šampionátu v lyžařském středisku Åre.
Kvalifikace plánovaná na 11. února byla zrušena. Úvodnímu kolu, zahájenému ve 14.15 hodin, předcházely oteplení a déšť. Teplota vzduchu vystoupala nad bod mrazu, když rtuťový sloupce ukazoval 7 °C. Druhé kolo odstartovalo v 18 hodin. Patnáctiminutový skluz byl způsoben silným nárazovým větrem, který závodnicím nedovolil využít lanovku a na start tak byly dopravovány skibusy a skútry. Do závodu nastoupilo 98 slalomářek ze 47 států. V důsledku větrných poryvů došlo ke snížení startovní brány o 60 metrů. Celkové převýšení tratě bylo zredukováno na 340 metrů. Brány prvního kola s uzavřenějším profilem stavěl trenér Petry Vlhové. Rychlejší a otevřenější charakter druhého kola vytvořil kouč italského týmu.
Obhájkyní zlata byla francouzská lyžařka a pátá po prvním kole Tessa Worleyová, která dojela na šesté příčce. Sdílené patnácté místo obsadily Rakušanka Ricarda Haaserová se Švýcarkou Wendy Holdenerovou, které zajely na setinu sekundy shodné časy v prvním i druhém kole.

## Medailistky
Mistryní světa se stala průběžně druhá žena  Světového poháru Petra Vlhová, která na titul útočila z druhého místa po prvním kole. Pro Slovensko tak získala historicky první zlatou medaili ve sjezdovém lyžování. Navázala na stříbrnou jízdu z aarské superkombinace. Celkově si připsala třetí pódiové pořadí ze světových šampionátů.
Se ztrátou čtrnácti setin sekundy vybojovala stříbrný kov Němka Viktoria Rebensburgová, která úvodní část vyhrála a na všech měřených mezičasech druhé trati byla ve vedení. Náskok ztratila až na závěrečném dojezdovém hanku. Olympijská šampionka této diciplíny z Vancouveru 2010 a bronzová ze Soči 2014 získala na mistrovstvích světa druhé stříbro, když stejnou pozici obsadila na MS 2015.
Bronz si odvezla hlavní favoritka a americká lídryně Světového poháru Mikaela Shiffrinová, jež po čtvrté nejrychlejší první fázi závodu, zajela ve druhém kole šestý čas. Za vítězkou zaostala o třicet osm setin sekundy a ze světových šampionátů si odvezla šestý cenný kov, z toho první bronzový.

## Výsledky
| P                                                                                     | SČ | lyžařka                         | stát                   | 1. kolo          | pořadí           | 2. kolo                 | pořadí                  | celkově                 | ztráta                  |
| ------------------------------------------------------------------------------------- | -- | ------------------------------- | ---------------------- | ---------------- | ---------------- | ----------------------- | ----------------------- | ----------------------- | ----------------------- |
| Zlatá medaile                                                                         | 4  | Petra Vlhová                    | Slovensko              | 1:01,10          | 2.               | 1:00,87                 | 3.                      | 2:01,97                 |                         |
| Stříbrná medaile                                                                      | 3  | Viktoria Rebensburgová          | Německo                | 1:00,91          | 1.               | 1:01,20                 | 9.                      | 2:02,11                 | +0,14                   |
| Bronzová medaile                                                                      | 2  | Mikaela Shiffrinová             | Spojené státy americké | 1:01,35          | 4.               | 1:01,00                 | 6.                      | 2:02,35                 | +0,38                   |
| 4.                                                                                    | 1  | Ragnhild Mowinckelová           | Norsko                 | 1:01,28          | 3.               | 1:01,19                 | 8.                      | 2:02,47                 | +0,50                   |
| 5.                                                                                    | 7  | Federica Brignoneová            | Itálie                 | 1:01,86          | 7.               | 1:00,98                 | 5.                      | 2:02,84                 | +0,87                   |
| 6.                                                                                    | 5  | Tessa Worleyová                 | Francie                | 1:01,64          | 5.               | 1:01,42                 | 12.                     | 2:03,06                 | +1,09                   |
| 7.                                                                                    | 8  | Sara Hectorová                  | Švédsko                | 1:02,97          | 15.              | 1:00,94                 | 4.                      | 2:03,91                 | +1,94                   |
| 8.                                                                                    | 28 | Clara Direzová                  | Francie                | 1:03,42          | 22.              | 1:00,76                 | 2.                      | 2:04,18                 | +2,21                   |
| 9.                                                                                    | 21 | Coralie Frasse Sombetová        | Francie                | 1:02,56          | 9.               | 1:01,68                 | 16.                     | 2:04,24                 | +2,27                   |
| 10.                                                                                   | 25 | Andrea Ellenbergerová           | Švýcarsko              | 1:03,05          | 18               | 1:01,34                 | 11                      | 2:04,39                 | +2,42                   |
| 11.                                                                                   | 14 | Frida Hansdotterová             | Švédsko                | 1:02,73          | 12.              | 1:01,67                 | 15.                     | 2:04,40                 | +2,43                   |
| 12.                                                                                   | 10 | Katharina Liensbergerová        | Rakousko               | 1:02,82          | 14.              | 1:01,64                 | 14.                     | 2:04,46                 | +2,49                   |
| 13.                                                                                   | 15 | Marta Bassinová                 | Itálie                 | 1:02,46          | 8.               | 1:02,07                 | 24.                     | 2:04,53                 | +2,56                   |
| 14.                                                                                   | 35 | Ylva Stålnackeová               | Švédsko                | 1:03,42          | 22.              | 1:01,16                 | 7.                      | 2:04,58                 | +2,61                   |
| 15.                                                                                   | 9  | Ricarda Haaserová               | Rakousko               | 1:02,66          | 10.              | 1:02,01                 | 22.                     | 2:04,67                 | +2,70                   |
| 15.                                                                                   | 6  | Wendy Holdenerová               | Švýcarsko              | 1:02,66          | 10.              | 1:02,01                 | 22.                     | 2:04,67                 | +2,70                   |
| 17.                                                                                   | 38 | Alice Robinsonová               | Nový Zéland            | 1:04,18          | 30.              | 1:00,57                 | 1.                      | 2:04,75                 | +2,78                   |
| 18.                                                                                   | 18 | Thea Louise Stjernesundová      | Norsko                 | 1:02,97          | 15.              | 1:01,87                 | 20.                     | 2:04,84                 | +2,87                   |
| 19.                                                                                   | 30 | Marlene Schmotzová              | Německo                | 1:03,41          | 21.              | 1:01,46                 | 13.                     | 2:04,87                 | +2,90                   |
| 20.                                                                                   | 13 | Kristin Lysdahlová              | Norsko                 | 1:03,04          | 17.              | 1:01,90                 | 21.                     | 2:04,94                 | +2,97                   |
| 21.                                                                                   | 16 | Lara Gut-Behramiová             | Švýcarsko              | 1:03,25          | 19.              | 1:01,79                 | 18.                     | 2:05,04                 | +3,07                   |
| 22.                                                                                   | 12 | Meta Hrovatová                  | Slovinsko              | 1:02,78          | 13.              | 1:02,28                 | 26.                     | 2:05,06                 | +3,09                   |
| 23.                                                                                   | 19 | Marie-Michèle Gagnonová         | Kanada                 | 1:03,36          | 20.              | 1:01,85                 | 19.                     | 2:05,21                 | +3,24                   |
| 24.                                                                                   | 20 | Katharina Truppeová             | Rakousko               | 1:03,52          | 24.              | 1:01,76                 | 17.                     | 2:05,28                 | +3,31                   |
| 25.                                                                                   | 29 | Romane Miradoliová              | Francie                | 1:04,06          | 27.              | 1:01,33                 | 10.                     | 2:05,39                 | +3,42                   |
| 26.                                                                                   | 26 | Mikaela Tommyová                | Kanada                 | 1:03,67          | 25.              | 1:02,47                 | 27.                     | 2:06,14                 | +4,17                   |
| 27.                                                                                   | 34 | Asa Andová                      | Japonsko               | 1:04,10          | 28.              | 1:02,25                 | 25.                     | 2:06,35                 | +4,38                   |
| 28.                                                                                   | 31 | Nina O'Brienová                 | Spojené státy americké | 1:04,33          | 35.              | 1:02,78                 | 29.                     | 2:07,11                 | +5,14                   |
| 29.                                                                                   | 39 | Riikka Honkanenová              | Finsko                 | 1:04,72          | 37.              | 1:02,75                 | 28.                     | 2:07,47                 | +5,50                   |
| 30.                                                                                   | 36 | Magdalena Fjällströmová         | Švédsko                | 1:04,22          | 31.              | 1:03,28                 | 30.                     | 2:07,50                 | +5,53                   |
| 31.                                                                                   | 47 | Ana Buciková                    | Slovinsko              | 1:04,30          | 33.              | 1:03,35                 | 31.                     | 2:07,65                 | +5,68                   |
| 32.                                                                                   | 27 | Maryna Gąsienica-Danielová      | Polsko                 | 1:04,34          | 36.              | 1:03,83                 | 35.                     | 2:08,17                 | +6,20                   |
| 33.                                                                                   | 33 | Adriana Jelinková               | Nizozemsko             | 1:04,31          | 34.              | 1:04,06                 | 37.                     | 2:08,37                 | +6,40                   |
| 34.                                                                                   | 45 | Neja Dvorniková                 | Slovinsko              | 1:04,98          | 39.              | 1:03,74                 | 33.                     | 2:08,72                 | +6,75                   |
| 35.                                                                                   | 55 | Jekatěrina Tkačenková           | Rusko                  | 1:05,61          | 41.              | 1:03,68                 | 32.                     | 2:09,29                 | +7,32                   |
| 36.                                                                                   | 49 | Núria Pauová                    | Španělsko              | 1:05,66          | 42.              | 1:03,76                 | 34.                     | 2:09,42                 | +7,45                   |
| 37.                                                                                   | 42 | Gabriela Capová                 | Česko                  | 1:05,67          | 43.              | 1:03,92                 | 36.                     | 2:09,59                 | +7,62                   |
| 38.                                                                                   | 43 | Erika Pykäläinenová             | Finsko                 | 1:05,28          | 40.              | 1:04,52                 | 39.                     | 2:09,80                 | +7,83                   |
| 39.                                                                                   | 32 | Nevena Ignjatovićová            | Srbsko                 | 1:05,81          | 44.              | 1:04,15                 | 38.                     | 2:09,96                 | +7,99                   |
| 40.                                                                                   | 48 | Andrea Komšićová                | Chorvatsko             | 1:06,29          | 45.              | 1:05,05                 | 41.                     | 2:11,34                 | +9,37                   |
| 41.                                                                                   | 51 | Francesca Baruzzi Farriolová    | Argentina              | 1:06,56          | 47.              | 1:04,91                 | 40.                     | 2:11,47                 | +9,50                   |
| 42.                                                                                   | 50 | Sarah Schleperová               | Mexiko                 | 1:06,64          | 48.              | 1:05,59                 | 42.                     | 2:12,23                 | +10,26                  |
| 43.                                                                                   | 41 | Alexandra Prokopjevová          | Rusko                  | 1:06,71          | 49.              | 1:05,73                 | 43.                     | 2:12,44                 | +10,47                  |
| 44.                                                                                   | 46 | Nicol Gastaldiová               | Argentina              | 1:07,44          | 50.              | 1:06,51                 | 46.                     | 2:13,95                 | +11,98                  |
| 45.                                                                                   | 53 | Lelde Gasūnová                  | Lotyšsko               | 1:07,52          | 51.              | 1:06,47                 | 45.                     | 2:13,99                 | +12,02                  |
| 46.                                                                                   | 56 | Eliza Griggová                  | Nový Zéland            | 1:07,74          | 54.              | 1:06,30                 | 44.                     | 2:14,04                 | +12,07                  |
| 47                                                                                    | 59 | Kim Vanreuselová                | Belgie                 | 1:07,73          | 53.              | 1:06,85                 | 48.                     | 2:14,58                 | +12,61                  |
| 48.                                                                                   | 52 | Maria Škanovová                 | Bělorusko              | 1:07,70          | 52.              | 1:07,10                 | 49.                     | 2:14,80                 | +12,83                  |
| 49.                                                                                   | 63 | Hólmfríður Dóra Friðgeirsdóttir | Island                 | 1:08,61          | 56.              | 1:06,80                 | 47.                     | 2:15,41                 | +13,44                  |
| 50.                                                                                   | 57 | Mialitiana Clercová             | Madagaskar             | 1:08,37          | 55.              | 1:08,09                 | 52.                     | 2:16,46                 | +14,49                  |
| 51.                                                                                   | 66 | Evelīna Gasūnová                | Lotyšsko               | 1:09,16          | 57.              | 1:07,56                 | 51.                     | 2:16,72                 | +14,75                  |
| 52.                                                                                   | 58 | Nino Ciklauriová                | Gruzie                 | 1:09,53          | 58.              | 1:07,27                 | 50.                     | 2:16,80                 | +14,83                  |
| 53.                                                                                   | 62 | Freydís Halla Einarsdóttir      | Island                 | 1:10,08          | 59.              | 1:08,67                 | 53.                     | 2:18,75                 | +16,78                  |
| 54.                                                                                   | 60 | Tess Arbezová                   | Irsko                  | 1:10,23          | 60.              | 1:09,84                 | 54.                     | 2:20,07                 | +18,10                  |
| —                                                                                     | 37 | Piera Hudsonová                 | Nový Zéland            | 1:04,87          | 38.              | nedojela do cíle        | nedojela do cíle        | nedojela do cíle        | nedojela do cíle        |
| —                                                                                     | 24 | Alexandra Tilleyová             | Spojené království     | 1:03,87          | 26.              | nedojela do cíle        | nedojela do cíle        | nedojela do cíle        | nedojela do cíle        |
| —                                                                                     | 23 | Francesca Marsagliaová          | Itálie                 | 1:04,12          | 29.              | nedojela do cíle        | nedojela do cíle        | nedojela do cíle        | nedojela do cíle        |
| —                                                                                     | 22 | Kristine Gjelsten Haugenová     | Norsko                 | 1:04,25          | 32.              | nedojela do cíle        | nedojela do cíle        | nedojela do cíle        | nedojela do cíle        |
| —                                                                                     | 17 | Sofia Goggiaová                 | Itálie                 | 1:01,82          | 6.               | nedojela do cíle        | nedojela do cíle        | nedojela do cíle        | nedojela do cíle        |
| —                                                                                     | 40 | Paula Moltzanová                | Spojené státy americké | 1:06,36          | 46               | nenastoupila na start   | nenastoupila na start   | nenastoupila na start   | nenastoupila na start   |
| —                                                                                     | 64 | Olha Knyšinová                  | Ukrajina               | 1:10,28          | 61.              | nepostoupila do 2. kola | nepostoupila do 2. kola | nepostoupila do 2. kola | nepostoupila do 2. kola |
| —                                                                                     | 70 | Liene Bondareová                | Lotyšsko               | 1:10,74          | 62.              | nepostoupila do 2. kola | nepostoupila do 2. kola | nepostoupila do 2. kola | nepostoupila do 2. kola |
| —                                                                                     | 79 | Šejla Merdanovićová             | Bosna a Hercegovina    | 1:10,87          | 63.              | nepostoupila do 2. kola | nepostoupila do 2. kola | nepostoupila do 2. kola | nepostoupila do 2. kola |
| —                                                                                     | 61 | Agnese Āboltiņová               | Lotyšsko               | 1:11,09          | 64.              | nepostoupila do 2. kola | nepostoupila do 2. kola | nepostoupila do 2. kola | nepostoupila do 2. kola |
| —                                                                                     | 67 | Vanina Guerillotová             | Portugalsko            | 1:11,29          | 65.              | nepostoupila do 2. kola | nepostoupila do 2. kola | nepostoupila do 2. kola | nepostoupila do 2. kola |
| —                                                                                     | 78 | Maja Tadićová                   | Bosna a Hercegovina    | 1:11,64          | 66.              | nepostoupila do 2. kola | nepostoupila do 2. kola | nepostoupila do 2. kola | nepostoupila do 2. kola |
| —                                                                                     | 73 | María Finnbogadóttir            | Island                 | 1:11,65          | 67.              | nepostoupila do 2. kola | nepostoupila do 2. kola | nepostoupila do 2. kola | nepostoupila do 2. kola |
| —                                                                                     | 72 | Nuunu Berthelsenová             | Dánsko                 | 1:11,77          | 68.              | nepostoupila do 2. kola | nepostoupila do 2. kola | nepostoupila do 2. kola | nepostoupila do 2. kola |
| —                                                                                     | 71 | Andrea Björk Birkisdóttir       | Island                 | 1:12,31          | 69.              | nepostoupila do 2. kola | nepostoupila do 2. kola | nepostoupila do 2. kola | nepostoupila do 2. kola |
| —                                                                                     | 69 | Anastasija Šepilenková          | Ukrajina               | 1:13,19          | 70.              | nepostoupila do 2. kola | nepostoupila do 2. kola | nepostoupila do 2. kola | nepostoupila do 2. kola |
| —                                                                                     | 74 | Élise Pellegrinová              | Malta                  | 1:13,23          | 71.              | nepostoupila do 2. kola | nepostoupila do 2. kola | nepostoupila do 2. kola | nepostoupila do 2. kola |
| —                                                                                     | 68 | Kchung Fan-jing                 | Čína                   | 1:13,25          | 72.              | nepostoupila do 2. kola | nepostoupila do 2. kola | nepostoupila do 2. kola | nepostoupila do 2. kola |
| —                                                                                     | 75 | Marija Grigorovová              | Kazachstán             | 1:14,08          | 73.              | nepostoupila do 2. kola | nepostoupila do 2. kola | nepostoupila do 2. kola | nepostoupila do 2. kola |
| —                                                                                     | 65 | Ni Jüe-ming                     | Čína                   | 1:14,55          | 74.              | nepostoupila do 2. kola | nepostoupila do 2. kola | nepostoupila do 2. kola | nepostoupila do 2. kola |
| —                                                                                     | 83 | Aristi Kyriciová                | Řecko                  | 1:15,00          | 75.              | nepostoupila do 2. kola | nepostoupila do 2. kola | nepostoupila do 2. kola | nepostoupila do 2. kola |
| —                                                                                     | 81 | Sophia Ralliová                 | Řecko                  | 1:15,54          | 76.              | nepostoupila do 2. kola | nepostoupila do 2. kola | nepostoupila do 2. kola | nepostoupila do 2. kola |
| —                                                                                     | 80 | Čang Jü-jing                    | Čína                   | 1:15,77          | 77.              | nepostoupila do 2. kola | nepostoupila do 2. kola | nepostoupila do 2. kola | nepostoupila do 2. kola |
| —                                                                                     | 76 | Liou Jang                       | Čína                   | 1:15,98          | 78.              | nepostoupila do 2. kola | nepostoupila do 2. kola | nepostoupila do 2. kola | nepostoupila do 2. kola |
| —                                                                                     | 84 | Katalin Dorultánová             | Maďarsko               | 1:16,35          | 79.              | nepostoupila do 2. kola | nepostoupila do 2. kola | nepostoupila do 2. kola | nepostoupila do 2. kola |
| —                                                                                     | 93 | Carlie Iskandarová              | Libanon                | 1:17,39          | 80.              | nepostoupila do 2. kola | nepostoupila do 2. kola | nepostoupila do 2. kola | nepostoupila do 2. kola |
| —                                                                                     | 82 | Ornella Oettl Reyesová          | Peru                   | 1:17,66          | 81.              | nepostoupila do 2. kola | nepostoupila do 2. kola | nepostoupila do 2. kola | nepostoupila do 2. kola |
| —                                                                                     | 87 | Sadaf Savehšemšakiová           | Írán                   | 1:17,67          | 82.              | nepostoupila do 2. kola | nepostoupila do 2. kola | nepostoupila do 2. kola | nepostoupila do 2. kola |
| —                                                                                     | 92 | Jackie Chamounová               | Libanon                | 1:18,23          | 83.              | nepostoupila do 2. kola | nepostoupila do 2. kola | nepostoupila do 2. kola | nepostoupila do 2. kola |
| —                                                                                     | 95 | Sara Zeidanová                  | Libanon                | 1:18,89          | 84.              | nepostoupila do 2. kola | nepostoupila do 2. kola | nepostoupila do 2. kola | nepostoupila do 2. kola |
| —                                                                                     | 85 | Anastasia Manciouová            | Řecko                  | 1:20,25          | 85.              | nepostoupila do 2. kola | nepostoupila do 2. kola | nepostoupila do 2. kola | nepostoupila do 2. kola |
| —                                                                                     | 96 | Andriani Pieriová               | Kypr                   | 1:23,25          | 86.              | nepostoupila do 2. kola | nepostoupila do 2. kola | nepostoupila do 2. kola | nepostoupila do 2. kola |
| —                                                                                     | 97 | Adea Kollqakuová                | Kosovo                 | 1:26,39          | 87.              | nepostoupila do 2. kola | nepostoupila do 2. kola | nepostoupila do 2. kola | nepostoupila do 2. kola |
| —                                                                                     | 98 | Celine Martiová                 | Haiti                  | 1:34,19          | 88.              | nepostoupila do 2. kola | nepostoupila do 2. kola | nepostoupila do 2. kola | nepostoupila do 2. kola |
| —                                                                                     | 94 | Silouani Kosticová              | Řecko                  | nedojela do cíle | nedojela do cíle | nedojela do cíle        | nedojela do cíle        | nedojela do cíle        | nedojela do cíle        |
| —                                                                                     | 91 | Fiona Rustaová                  | Kosovo                 | nedojela do cíle | nedojela do cíle | nedojela do cíle        | nedojela do cíle        | nedojela do cíle        | nedojela do cíle        |
| —                                                                                     | 89 | Manon Ouaissová                 | Libanon                | nedojela do cíle | nedojela do cíle | nedojela do cíle        | nedojela do cíle        | nedojela do cíle        | nedojela do cíle        |
| —                                                                                     | 77 | Suela Mëhilliová                | Albánie                | nedojela do cíle | nedojela do cíle | nedojela do cíle        | nedojela do cíle        | nedojela do cíle        | nedojela do cíle        |
| —                                                                                     | 54 | Jessica Andersonová             | Spojené království     | nedojela do cíle | nedojela do cíle | nedojela do cíle        | nedojela do cíle        | nedojela do cíle        | nedojela do cíle        |
| —                                                                                     | 44 | Kateřina Pauláthová             | Česko                  | nedojela do cíle | nedojela do cíle | nedojela do cíle        | nedojela do cíle        | nedojela do cíle        | nedojela do cíle        |
| —                                                                                     | 11 | Bernadette Schildová            | Rakousko               | nedojela do cíle | nedojela do cíle | nedojela do cíle        | nedojela do cíle        | nedojela do cíle        | nedojela do cíle        |
| —                                                                                     | 90 | Forough Abbasiová               | Írán                   | diskvalifikována | diskvalifikována | diskvalifikována        | diskvalifikována        | diskvalifikována        | diskvalifikována        |
| —                                                                                     | 88 | Mitra Kalhorová                 | Írán                   | diskvalifikována | diskvalifikována | diskvalifikována        | diskvalifikována        | diskvalifikována        | diskvalifikována        |
| —                                                                                     | 86 | Atefeh Ahmadiová                | Írán                   | diskvalifikována | diskvalifikována | diskvalifikována        | diskvalifikována        | diskvalifikována        | diskvalifikována        |
| První kolo odstartovalo ve 14.15 hodin a druhé kolo navázalo od 18. 00 hodin (UTC+1). |    |                                 |                        |                  |                  |                         |                         |                         |                         |